# Rick Gomez
Richard Harper "Rick" Gomez (Bayonne, Nova Jersey, 1 de Junho de 1972) é um ator estadunidense, notável por seus trabalhos como o Sgt. George Luz em Band of Brothers e Mike Hellstrom no célebre programa da Nickelodeon, The Adventures of Pete and Pete.

## Biografia
Gomez é o primogênito da família, e nasceu no mesmo dia que seu pai. Em 1987, mudou-se para South Plainfield, no estado de Nova Jérsei, e lá terminou seu estudos. Após a entrega dos diplomas do colegial, ele se mudou para Nova Iorque, com o objetivo de perseguir a carreira de ator. Entre seus familiares, podemos destacar seu irmão Josh Gomez, que também é ator, e sua esposa, que já fez alguns participações em produções independentes, e com a qual ele tem dois filhos.
Após uma pequena participação no filme Teenage Mutant Ninja Turtles, ele conseguiu um papel que seria o seu "trampolim para a fama", Mike Hellstrom, um melodramático e louco estudante na célebre série de televisão, The Adventures of Pete and Pete, filmada em Nova Jérsei. Sua performance altamente original foi elogiada pelos criadores do seriado, Will McRobb e Chris Viscardi, no DVD original da série.
Após o término do seriado que lançou sua carreira, Gomez conseguiu alguns pequenos papéis em outras produções. Além disso, ele co-escreveu, como o diretor Damon Santostefano, e estrelou o documentário dramatizado Last Man Running, que também tinha participações de sua esposa, Jenifer Wymore-Gomez, e seu irmão Josh Gomez, e foi exibido no Festival de Cinema de Phoenix.
A dublagem também faz parte da carreira de Gomez, que inclui Vídeo games como Call of Duty 2, Final Fantasy X-2, entre outros, e animações como sua participação no episódio piloto de Animatrix. Além da dublagem, comerciais também fazem parte da rotina do ator, entre os mais notáveis, podemos destacar campanhas da Volkswagen e MTV.

## Filmografia

### Filmes
- 1990 Teenage Mutant Ninja Turtles como Thug
- 1995 Mercy como Peter
- 1998 Enough Already como Kevin
- 1998 Shark in a Bottle como Punk
- 1999 Three to Tango como Rick
- 2000 Blue Shark Hash como David
- 2000 Mary and Rhoda como Editor
- 2001 Band of Brothers como George Luz
- 2003 11:14 como Kevin
- 2003 Last Man Running como Richie
- 2003 Delusion como Sr. Vidal
- 2004 Fronterz como Fred
- 2004 Ray como Tom Dowd
- 2004 Helter Skelter como Milio
- 2005 Sin City como Klump
- 2007 Transformers como Xerife
- 2008 Stolen Lives como Oficial JJ
- 2008 Another Cinderella Story
- 2009 Love Ranch como Tom Macy
- 2009 Baby Bomber como Nunzio
- 2010 Leave como Henry
- 2011 Thor: Tales of Asgard como Loki (voz)

### Televisão
- 1993-1996 The Adventures of Pete and Pete como Mike Hellstrom
- 1995 Bob and Sully como Sully
- 1996 Kablam! como Sniz
- 1996 Law & Order como Ticket Taker
- 1997 Hitz como Robert Moore
- 1997 The Eddie Files como Lonnie
- 2001 Band of Brothers como Sgt. George Luz
- 2002 In-Laws como Ricky
- 2002 In-Laws: Love Thy Neighbor como Ricky
- 2003 Boomtown como Det. Daniel Ramos
- 2003 Gary the Rat
- 2006 My Gym Partner's a Monkey como Slips Python, Windsor Gorilla, James Ant (vozes)
- 2006-2007 What about Brian como Dave Greco
- 2008 My Gym Partner's a Monkey como Slips
- 2009 Cupid como Felix
- 2010 Justified como David Vasquez